# Saquayamycine

Saquayamycin A

Saquayamycin B

Die Saquayamycine gehören zur Gruppe der Angucycline und werden aus Streptomyces nodosus isoliert.